# Hipstamatic

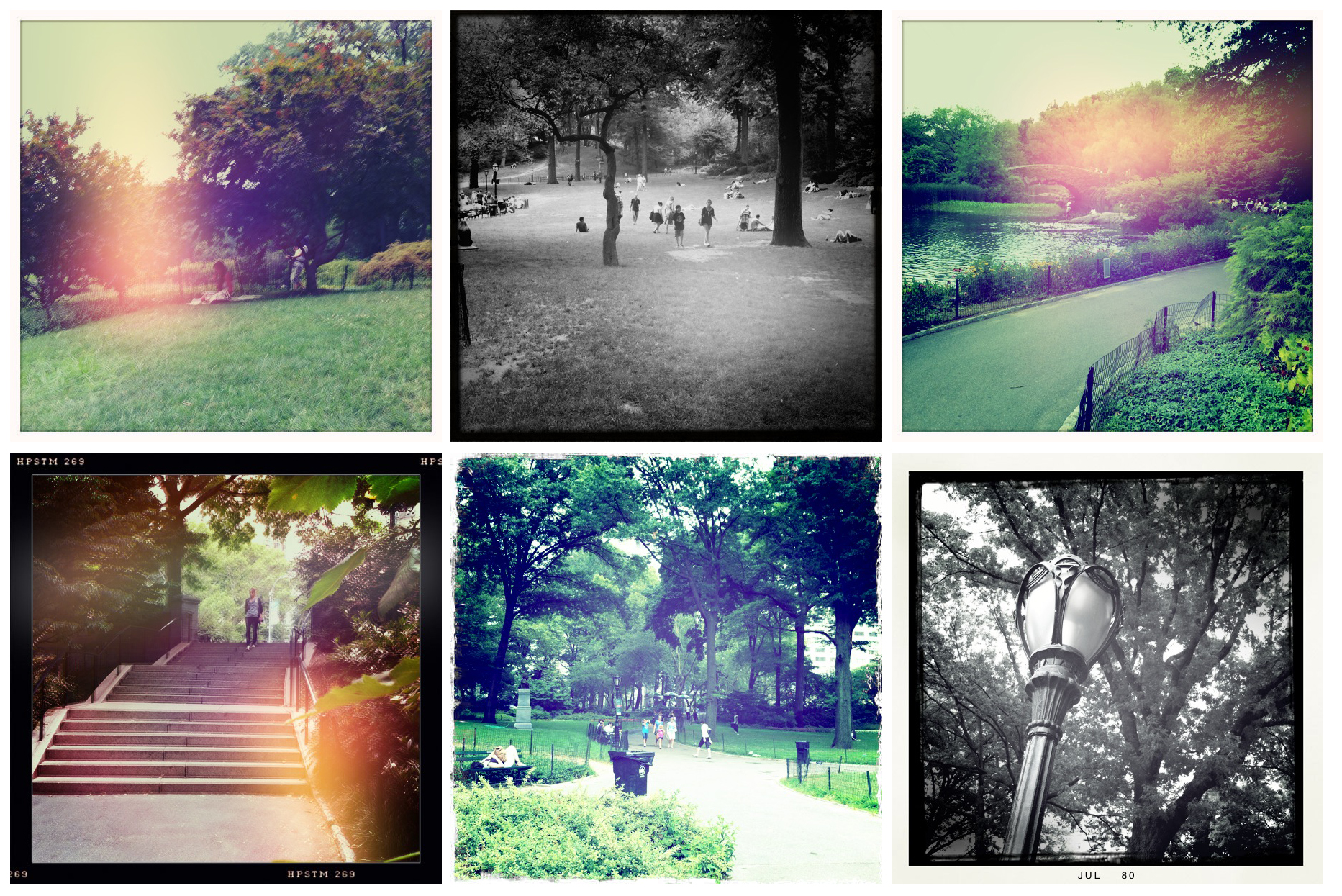
Einige Effekte von Hipstamatic

Das Brandenburger Tor als Hipstamatic-Aufnahme

Hipstamatic ist eine Foto-App des Herstellers Hipstamatic LLC (früher Synthetic LLC). Mit der App können Fotos im Retro-Stil aufgenommen oder Bilder nachträglich mit Retro-Filtern versehen werden. Dabei simuliert die Anwendung Filme, Objektive und Blitze alter analoger Kameras.
Die App steht nur für das Betriebssystem iOS bzw. iPadOS zur Verfügung. In 2019 wurde eine neue überarbeitete Version Hipstamatic X vorgestellt. Die Vorgängerversion ist nach wie vor als Hipstamatic Classic verfügbar.

## Hintergrund und Funktion
Der Hersteller verbreitet als Hintergrund für sein Produkt die Geschichte einer Fotokamera mit dem Namen Hipstamatic 100, die in Wisconsin von den Brüdern Bruce und Winston Dorbowski in den 1980ern entwickelt worden sein soll. Die Kamera soll günstiger als ein Film gewesen sein. Nachweise für die Geschichte gibt es nicht.
Das Programm, dessen Oberfläche einer analogen Fotokamera nachempfunden ist, verändert durch die Kombination verschiedener Software-Filter die Fotos, so dass sie wie Analogfotografien verschiedener Zeitepochen wirken. Die Auswahl der Filter erfolgt über die Kombination verschiedener virtueller Objektive, Filme und Blitze. Die dabei verwendeten Namen entsprechen keinen wirklichen Markennamen, sind aber an Markennamen wie Kodak angelehnt. Nach dem Auslösen berechnet die Software den Einfluss der Filter mehrere Sekunden lang, was als „developing“ (englisch für entwickeln) bezeichnet wird. Neben den im Lieferumfang vorhandenen Objektiven, Filmen und Blitzen können weitere – teilweise gegen Gebühren – freigeschaltet werden.

## Rezeption
2010 dokumentierten die Fotografen Damon Winter und Ben Lowy den Afghanistankrieg mit Hipstamatic. Ein Jahr später begleitete die Fotografin Rita Leistner amerikanische Soldaten in Afghanistan und nutzte dabei ebenfalls die App Hipstamatic. Im Dezember 2013 gab die Post Luxembourg eine Briefmarkenserie heraus, bei der der Fotograf François Besch die Fotos mittels Hipstamatic realisierte.

## Beispiele
Das jeweils gleiche Motiv eines Obstkorbs mit unterschiedlichen Kombinationen von Filtern, in der App „Objektive“ und „Filme“.

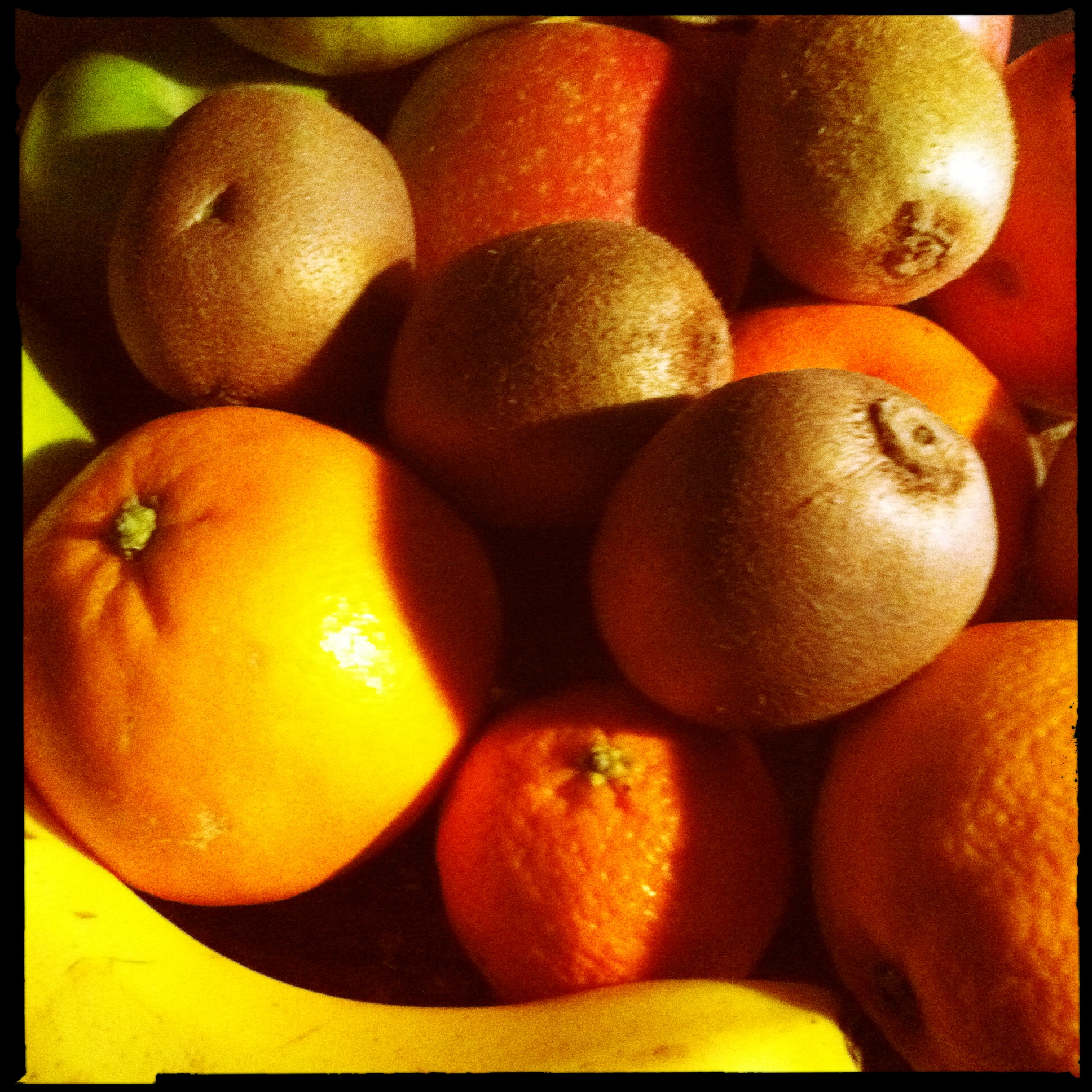
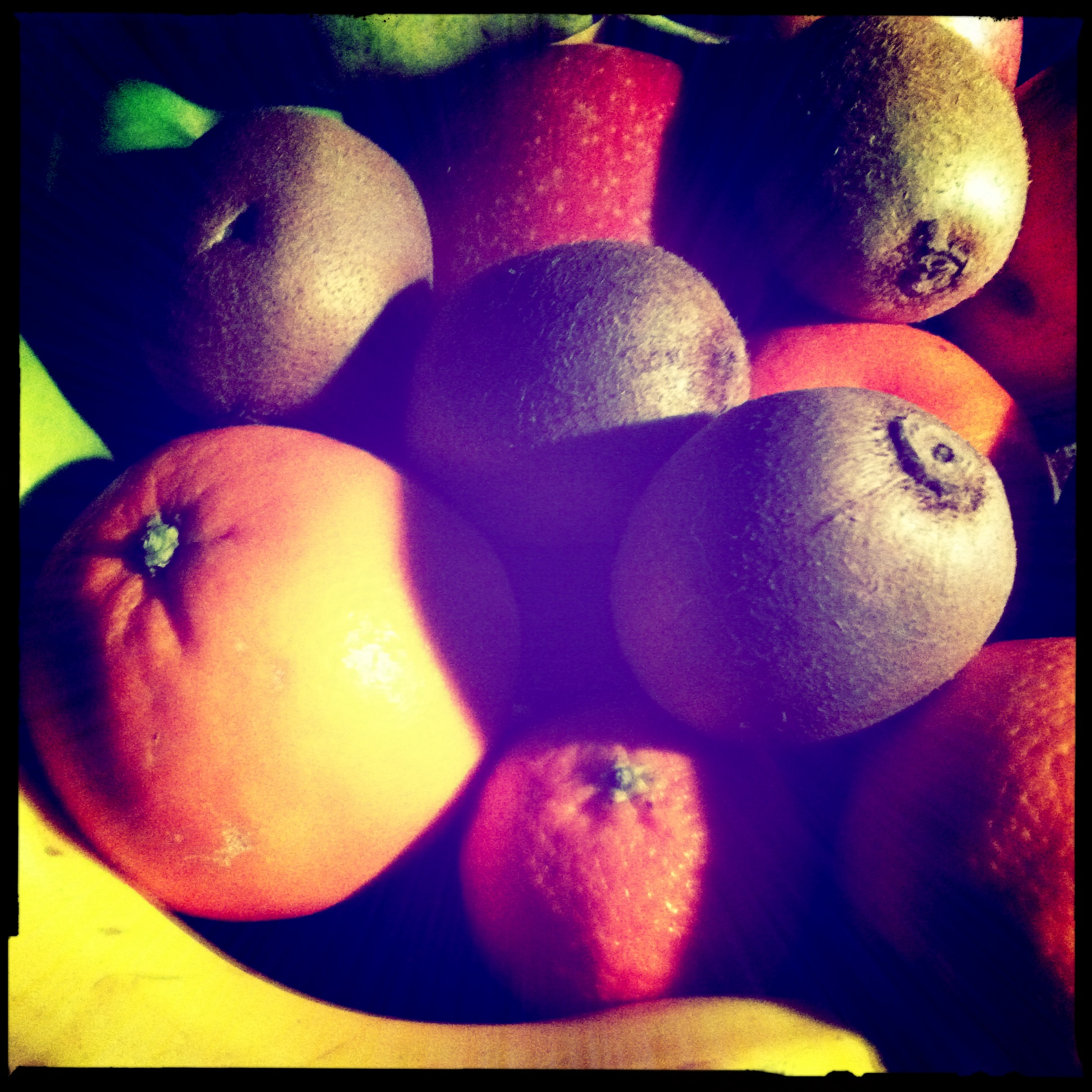
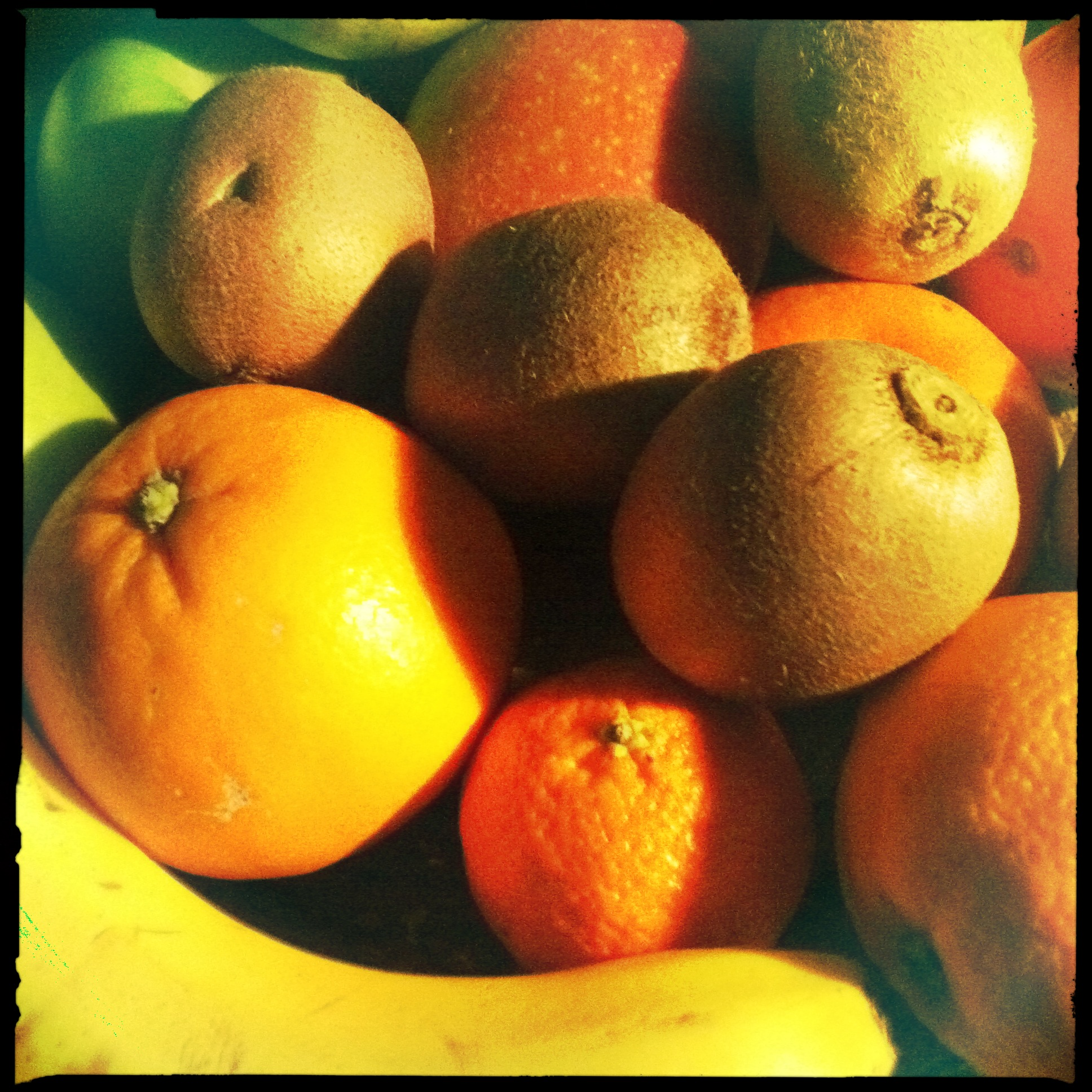
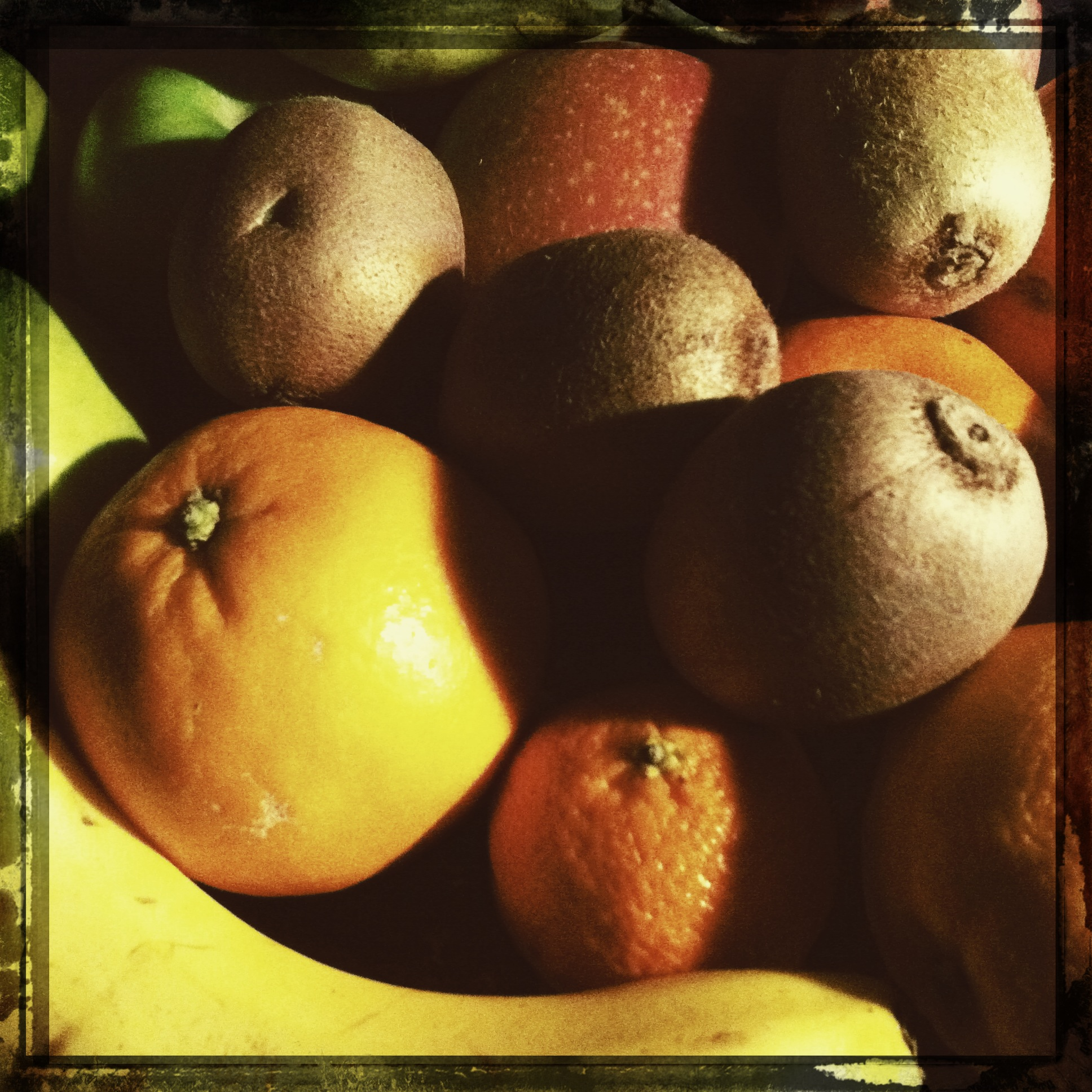